# Barb d'Andalusia
El barb d'Andalusia (Barbus sclateri) és una espècie de peix cipriniforme de la família dels ciprínids.

## Morfologia
Els mascles poden assolir els 29,7 cm de longitud total.

## Hàbitat
És un peix d'aigua dolça. És una espècie bentònica que presenta hàbits limnófilos. En general, és un típic habitant del curs mitjà dels rius, preferint aigües clares i corrent ràpida amb fons pedregosos o de graves, sobretot durant l'època reproductora. També es pot trobar en embassaments, llacs, llacunes, incloses les litorals, séquies de reg i en ambients aïllats amb aigua permanent com capçaleres de rambles, fonts, brolladors i basses i dipòsits d'emmagatzematge d'aigua. És una espècie que, igual que altres ciprínids, pot arribar a ser molt abundant localment. No obstant això, aquestes abundàncies pateixen canvis temporals considerables.

## Distribució geogràfica
Es troba a la península Ibèrica.

## Reproducció
Generalment es reprodueixen entre maig i juliol, presentant les femelles un període de maduració gonadal més llarg (febrer-maig) que els mascles (març-maig), després del qual es produeix la posada entre maig i juny. Les femelles són fresar múltiples, desenvolupant al llarg de l'època reproductora dos lots d'ous que posen successivament.

## Interaccions entre espècies
És una espècie d'hàbits gregaris. En molts rius i rierols mediterranis, a la temporada estival el flux cessa i els rierols queden reduïts a petites gorgues aïllades on els peixos queden concentrats. En aquestes situacions, la densitat de peixos s'incrementa i la competició per l'espai i l'aliment poden ser molt importants. L'efecte directe que les espècies introduïdes de caràcter ictiòfags presenten sobre l'espècie està constatat en diversos estudis. La presència d'aquestes espècies ictiòfags altera considerablement la dinàmica de les poblacions de B. sclateri. D'altra banda, cal destacar l'efecte directe o indirecte que poden causar les espècies introduïdes no ictiòfags, com la competència per recursos tròfics i / o espacials, hibridació, transmissió de malalties, etc. Els ous són tòxics per a altres espècies de peixos, cosa que els pot servir com a defensa davant dels seus depredadors.

## Conservació
La degradació ambiental, la fragmentació de l'hàbitat i altres impactes antròpics sobre els ecosistemes d'aigües continentals (contaminació per abocaments industrials, agrícoles i urbans; extracció d'aigua per a fins agrícoles; extracció d'àrids; infraestructures hidràuliques com canalitzacions, preses, etc.) Estan contribuint a una ràpida reducció de les poblacions de barb a la península Ibèrica. D'altra banda, la introducció d'espècies exòtiques, com Sander lucioperca, Lepomis gibbosus, Ameiurus melas, Micropterus salmoides, Esox lucius, i diverses espècies de ciprínids, en gran part dels rius on l'espècie és present és una de les principals amenaces i una de les principals causes del declivi d'aquesta espècie.